# Villaralto
Villaralto è un comune spagnolo di 1 465 abitanti situato nella comunità autonoma dell'Andalusia, nella provincia di Cordova. Fa parte della comarca di Los Pedroches.